# Juegos Paralímpicos de Verano
Los Juegos Paralímpicos de Verano son la competición olímpica oficial para atletas con discapacidades físicas, mentales y sensoriales. Esto incluye discapacidades motoras, amputaciones, ceguera y parálisis cerebral. Aparte quedan  de los Juegos Paralímpicos de Invierno, dedicado a los deportes de invierno,  los cuales se practican en el hielo o la nieve. Pese a ello no necesariamente los juegos se llevan a cabo en verano, dependiendo tal circunstancia de la ciudad en la que el evento se realice los Juegos Paralímpicos de Verano se realizan en la misma ciudad que es sede de los Juegos Olímpicos de Verano . En el año 2001,  el Comité Olímpico Internacional (COI) y el Comité Paralímpico Internacional (CPI) firmaron un acuerdo para que ambos eventos se realicen en la misma ciudad el mismo año.

## Ediciones
| Juegos | Año  | Ciudad anfitriona               | Fechas                                 | Países       | Deportistas  | Deportistas  | Deportistas  | Deportes     | Pruebas      | País con más medallas de oro |
| Juegos | Año  | Ciudad anfitriona               | Fechas                                 | Países       | Total        | Hombres      | Mujeres      | Deportes     | Pruebas      | País con más medallas de oro |
| ------ | ---- | ------------------------------- | -------------------------------------- | ------------ | ------------ | ------------ | ------------ | ------------ | ------------ | ---------------------------- |
| I      | 1960 | Roma, Italia                    | 18-25 septiembre                       | 23           | 400          |              |              | 8            | 57           | Italia                       |
| II     | 1964 | Tokio, Japón                    | 3-13 noviembre                         | 21           | 375          | 307          | 68           | 9            | 144          | Estados Unidos               |
| III    | 1968 | Tel Aviv, Israel                | 3-13 noviembre                         | 29           | 750          |              |              | 10           | 181          | Estados Unidos               |
| IV     | 1972 | Heidelberg, Alemania Occidental | 2-11 agosto                            | 41           | 1004         |              |              | 10           | 187          | Alemania Occidental          |
| V      | 1976 | Toronto, Canadá                 | 3-11 agosto                            | 32           | 1657         | 1404         | 253          | 13           | 447          | Estados Unidos               |
| VI     | 1980 | Arnhem, Países Bajos            | 21-30 junio                            | 42           | 1973         |              |              | 12           | 489          | Estados Unidos               |
| VII    | 1984 | Nueva York, Estados Unidos      | 17–30 junio                            | 45           | 1800         |              |              | 15           | 300          | Estados Unidos               |
| VII    | 1984 | Stoke Mandeville, Reino Unido   | 22 julio-1 agosto                      | 41           | 1100         |              |              | 10           | 603          | Estados Unidos               |
| VIII   | 1988 | Seúl, Corea del Sur             | 15-24 octubre                          | 61           | 3057         |              |              | 16           | 732          | Estados Unidos               |
| IX     | 1992 | Barcelona, España               | 3-22 septiembre                        |              |              |              |              | 20           | 555          | Estados Unidos               |
| X      | 1996 | Atlanta, Estados Unidos         | 16-25 agosto                           | 104          | 3 259        | 2469         | 790          | 20           | 508          | Estados Unidos               |
| XI     | 2000 | Sídney, Australia               | 18-29 octubre                          | 121          | 3 881        | 2891         | 990          | 18           | 551          | Australia                    |
| XII    | 2004 | Atenas, Grecia                  | 17-28 septiembre                       | 136          | 3 806        | 2646         | 1160         | 19           | 519          | China                        |
| XIII   | 2008 | Pekín, China                    | 6 - 17 septiembre                      | 146          | 3 951        |              |              | 20           | 472          | China                        |
| XIV    | 2012 | Londres, Reino Unido            | 29 ago - 9 septiembre                  | 164          | 4 302        |              |              | 20           | 503          | China                        |
| XV     | 2016 | Río de Janeiro, Brasil          | 7 - 18 septiembre                      | 159          | 4 342        |              |              | 22           | 528          | China                        |
| XVI    | 2020 | Tokio, Japón                    | 24 de agosto - 5 de septiembre de 2021 | 163          | 4 520        |              |              | 22           | 539          | China                        |
| XVII   | 2024 | París, Francia                  | 28 ago - 8 septiembre                  | 170          | 4 462        |              |              |              |              | China                        |
| XVIII  | 2028 | Los Ángeles, Estados Unidos     | 17 ago - 27 agosto                     | Por celebrar | Por celebrar | Por celebrar | Por celebrar | Por celebrar | Por celebrar | Por celebrar                 |
| XIX    | 2032 | Brisbane, Australia             | 24 ago - 5 septiembre                  | Por celebrar | Por celebrar | Por celebrar | Por celebrar | Por celebrar | Por celebrar | Por celebrar                 |

## Medallero histórico
| # Pos | País           | Oro | Plata | Bronce | Total |
| ----- | -------------- | --- | ----- | ------ | ----- |
| 1     | Estados Unidos | 808 | 736   | 739    | 2283  |
| 2     | Reino Unido    | 667 | 622   | 624    | 1913  |
| 3     | China          | 535 | 400   | 302    | 1237  |
| 4     | Alemania       | 521 | 526   | 499    | 1546  |
| 5     | Canadá         | 398 | 339   | 349    | 1080  |
| 6     | Australia      | 389 | 422   | 394    | 1205  |
| 7     | Francia        | 357 | 362   | 373    | 1092  |
| 8     | Países Bajos   | 301 | 206   | 177    | 808   |
| 9     | Polonia        | 269 | 265   | 220    | 754   |
| 10    | Suecia         | 235 | 233   | 178    | 646   |
| 11    | España         | 221 | 237   | 242    | 718   |
| 12    | Italia         | 181 | 244   | 226    | 665   |
| 13    | Ucrania        | 149 | 162   | 161    | 472   |
| 14    | Israel         | 129 | 125   | 130    | 384   |
| 15    | Corea del Sur  | 128 | 126   | 121    | 365   |